# Ушков, Георгий Алексеевич
Георгий Алексеевич Ушков (1918 — 30 октября 1944, д. Левкова, Литва) — советский поэт-фронтовик. Участник Великой Отечественной войны. Награждён орденом Красной Звезды (5 июня 1944 года).

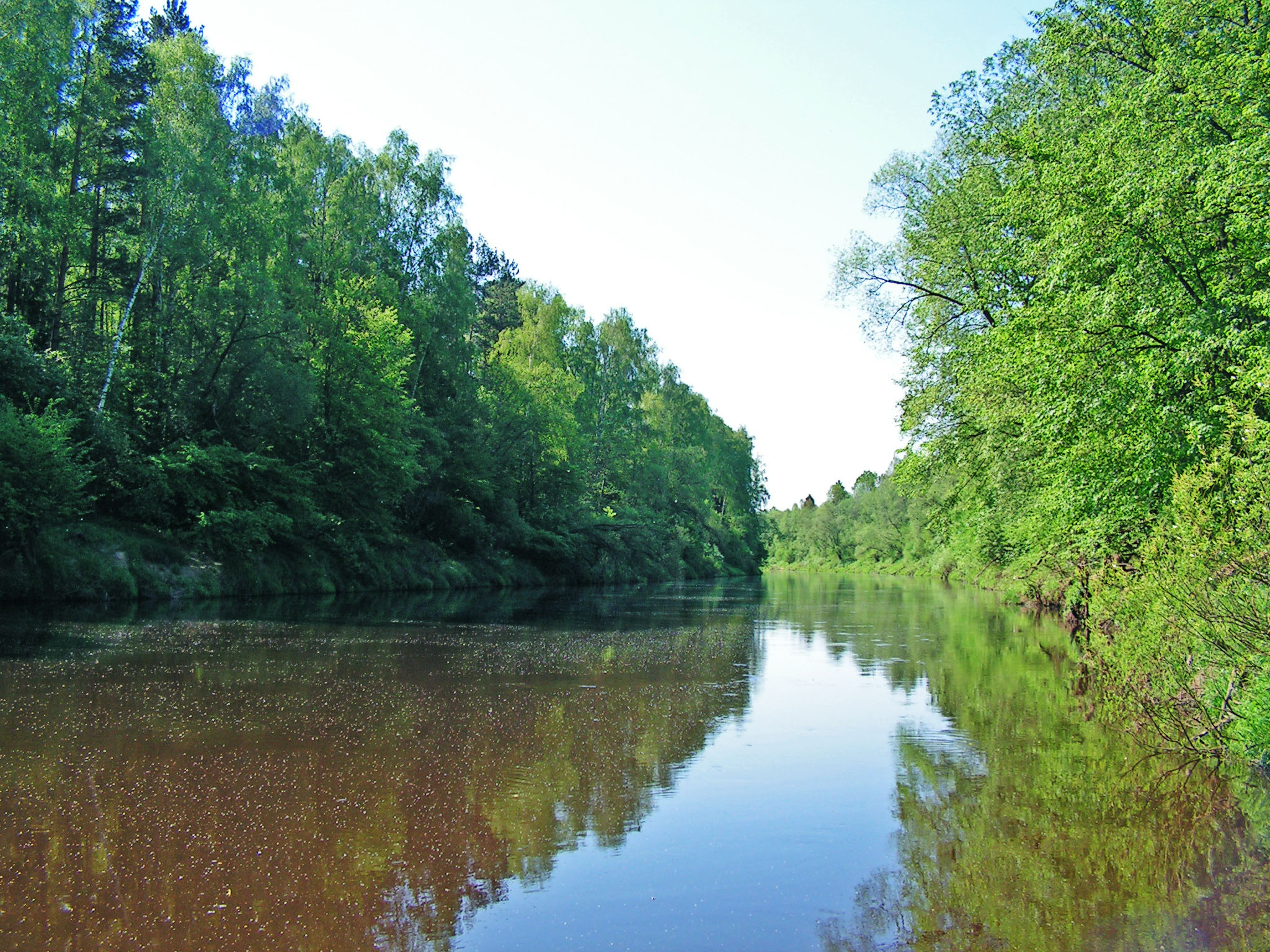
Река Лучоса в Витебском районе

## Жизнь и творчество
Родился Георгий Ушков в 1918 году. Жил в городе Баку, до начала Великой Отечественной войны окончил Бакинский институт языка и литературы. Георгий Алексеевич публиковал в местных газетах свои статьи, очерки и стихи. В апреле 1942 года был призван в армию, окончил школу снайперов и был направлен в 251-ю стрелковую дивизию. Младший лейтенант, Георгий Алексеевич Ушков стал командиром снайперского взвода. Печатал свои статьи в дивизионной газете «За Родину», рубрика «Советы молодому снайперу». Георгий Ушков воевал в Калининской и Смоленской областях, Белоруссии, Прибалтике. Во время ожесточённых боёв за Витебск, за реку Лучёсу Георгий Алексеевич написал стихотворение «Лучёса», которое посвящено погибшим воинам 5-й, 33-
й, 39-й армий за Лучёсу:
|  | Тебя давно на карте я искал, Полоска голубая среди леса — Простая белорусская река С красивым, строгим именем — Лучеса. Мы на рассвете встали пред тобой. Ты нас ждала, как может ждать невеста. И мы вели здесь долгий, смертный бой, Чтоб ты была свободною, Лучеса. И в память тех, кто в росную траву Упал, свой долг отдавши честно, Я будущую дочку назову Твоим прекрасным именем, Лучеса. |

Стихотворение «Лучёса» было опубликована в дивизионной газете, после освобождения Витебска от немцев. Георгий Ушков является автором стихотворения «У нас уже с деревьев на ветру…» (1943).
29 октября 1944 года поэт Георгий Алексеевич Ушков написал последние в своей жизни строчки:
|  | Вечер пулемётами прострочен, Бьётся дождь в палатку невпопад… Что-то мне не спится этой ночью Под осенний жёлтый листопад… |

30 октября 1944 года Георгий Ушков погиб в бою, возвращаясь с задания по захвату «языка» на Литовской земле. Похоронен в д. Левкова Литва.

## Лучёса
Нонна Алексеевна — сестра Георгия Алексеевича Ушкова, назвала младшего сына Георгием в память о нём. У Нонны Алексеевны — четыре сына, старший сын назвал свою первую дочь именем Лучёса. Лучёса Борисовна Набатова живёт в Москве, руководит фирмой, до этого жила в Петропавловске-Камчатском, преподавала в музыкальном училище.
Участник освобождения города Витебска М. А. Лебедев написал стихотворение «Лучеса», посвящённое поэту Георгию Ушкову и боям на реке Лучёсе:
|  | У нас в полку был офицер Ушков Защитник Беларуси и Литвы. Носил в планшете он тетрадь стихов, Написанных на фронте в дни войны. Сражённый пулей молодой поэт Погиб в бою, как истинный герой. Давно исчез его тетрадки след, Но кажется нам, будто он — живой! Стихи его, как колокольный звон, Напоминают о войне минувшей. И хоть поэта нет, но вечно с нами он! Кто б ни был ты, его стихи послушай... ...Прошло полвека. Каждый год Лучеса Зовёт поэта голубой волной. Но тщетно: где-то на опушке леса Он спит под ивою в земле сырой. Он не оставил дочки-поэтессы, — Прервала жизнь проклятая война! Зато чудесным именем Лучесы Его внучатая племяшка названа! Мы верим — так оно и будет: Стихам героя — долго жить! И пусть Как эстафету молодые люди Их понесут, заучат наизусть! |

В народном музее боевой славы 251-й Витебской стрелковой дивизии в ПТУ-19 города Витебска есть материал о поэте-фронтовике Г. А. Ушкове. В деревне Шапечино Витебского района военно-патриотическим клубом «Поиск» ПТУ-19 города Витебска, а также при участии ООО «Витгран», совхоз-комбината «Звезда» был создан мемориал «Лучёса», посвящённый воинам 5-й, 33-й, 39-й армий и 251-й Витебской стрелковой дивизии, погибшим за освобождение Витебска. Торжественное открытие памятника состоялось 2 июля 2003 года. На памятнике высечены строчки стихотворения «Лучёса» Георгия Ушкова.

## Награды
- Орден Красной Звезды